# 外村市郎兵衛 (初代)
初代 外村 市郎兵衛（とのむら いちろべい、文化10年12月30日（1816年1月28日） - 明治6年（1873年）9月15日）は、幕末の近江商人。総合繊維商社外市の創業者。

## 生涯
文化10年12月30日（1816年1月28日）に、近江愛知郡中下村（現滋賀県東近江市）の梅本藤兵衛の子として生まれる。幼名熊吉、長じて通称を小兵衛と言った。文政9年（1826年）数え14歳で9代目外村与左衛門家の丁稚となった。丁稚入店後9年間名古屋店に務め、その後大阪へ行き、仕事ぶりが認められ大阪店を任され、店名より布屋八郎兵衛（大阪店の支配人名）とも呼ばれた。7年間大阪に居た後、本宅に務め本家商売に加え奥向きのことも任されるに及び、天保14年2月（1843年3月）9代の娘「うの」改め「とみ」の婿養子となり外村市郎兵衛家を継ぎ初代『外村市郎兵衛』となった。別に有常とも称した。
9代与左衛門の娘「うの」は文政6年11月15日（1823年12月16日）、近江国神崎郡金堂村（現滋賀県東近江市五個荘金堂町）に生まれ、天保11年6月（1840年7月）婿養子を迎え、新たに分家『外村市郎兵衛家』を建てた。しかし、天保13年7月（1842年8月）夫と死別、同年9月（10月）本家9代与左衛門が亡くなり、一子与兵衛が若年で家督を継いだことから、若い本家を補佐後見する人材を必要とし、有能な奉公人であった小兵衛が特に認められ、天保14年2月（1843年3月）「うの」改め「とみ」の婿養子として迎え入れられた。
初代市郎兵衛は妻と共に、本家10代の本宅に同居し、幕末に向かう不安定な時期に若い本家の後見役として補佐指導を行った。嘉永元年（1848年）に10代与三郎が数え24歳で結婚した後も本家に同居し、嘉永3年（1850年）自宅屋敷新築後も本家に通い補佐を続けた。本家10代も数え38歳となった文久2年（1862年）独立が認められ、初めて外村市郎兵衛として布の行商を行った。この年が総合繊維商社である『外市』創業年とされる。営業を行う上で、本家に対する貢献から本家及び他の分家の江戸・大阪・京・名古屋における出店で仕入・販売において便宜を受けたと言われる。
市郎兵衛家独立に際し、資金500両と田畑屋敷12筆5反8畝10歩（8石5斗2合）を譲り受けたが、明治5年（1872年）5月には田畑は11石4斗5升9合にまで家産を伸ばした。初代市郎兵衛と妻とみとの間に子供はできず、本家10代の娘「いと」を「かく」に改名し養女に迎え、本家の奉公人である近江愛知郡高野村（現滋賀県東近江市）上田源左衛門の次男佐一郎を慶應3年3月（1867年4月）婿として迎え入れた。明治6年（1873年）9月15日に初代外村市郎兵衛有常は死去し、佐一郎が家督を継ぎ、2代外村市郎兵衛有慶と称した。妻「とみ」は明治25年（1892年）11月10日に死去した。